# Шмидт, Эмилий Густавович
Эмиль (Эмилий Густавович) Шмидт (1841 — после 1890) — русский писатель

-публицист немецкого происхождения, историк и журналист, главный редактор.
Был главным редактором газеты «St.-Petersburger Herold» (1875—1878). В начале 1890-х годов основал совместно с актрисой Теклой Линден в Санкт-Петербурге литературно-драматический кружок для русских немцев.
Наиболее известные сочинения: «Das schwedischsächsische Bündniss vom 1 September 1631» (СПб, 1869); «Die Expedition gegen Chiwa im Jahre 1873» (СПб, 1874); «Die St.-Petersburger Liedertafel 1840—1890» (СПб, 1890).